# Palais Tiradentes

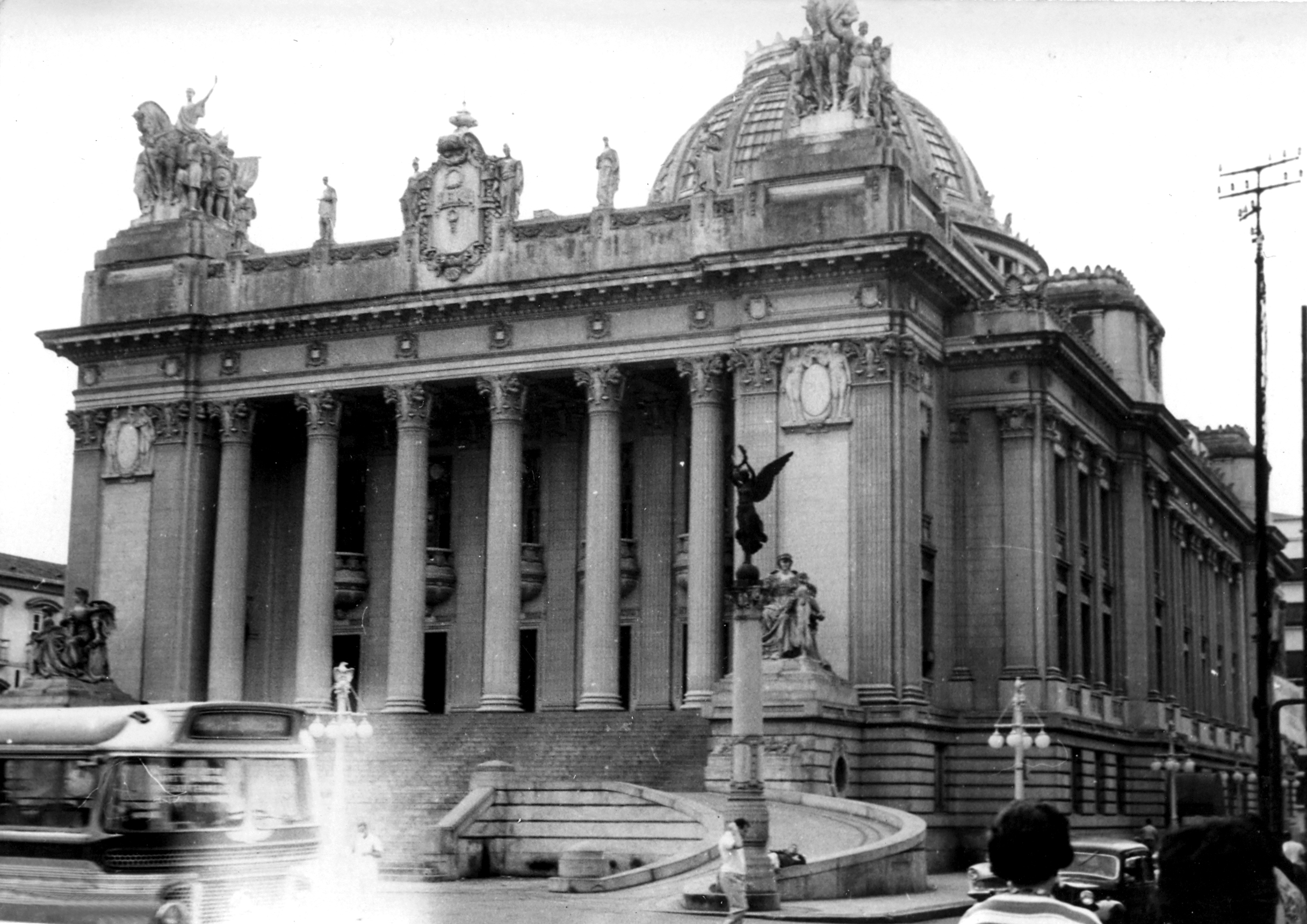
Le Palais Tiradentes en 1964

Le Palácio Tiradentes a été inauguré le 6 mai 1926 et est situé dans la ville de Rio de Janeiro, au Brésil. C'était l'ancien bâtiment de la Chambre des députés, entre 1926 et 1960, et c'est le siège actuel de l'Assemblée législative de l'État de Rio de Janeiro ,,.

## Histoire
Le premier bâtiment était un parlement impérial, construit en 1640, qui possédait à son étage inférieur une prison appelée "Cadeia Velha", où étaient logés les prisonniers de la période coloniale et où l'infidèle Joaquim José da Silva Xavier (ou Tiradentes) fut également emprisonné pendant trois ans, en attendant l'exécution sur le gibet, qui eut lieu le 21 avril 1792.
Dans "l'ancienne prison" fonctionnait le siège du Sénat de la Chambre, en même temps il restait une prison, jusqu'à ce qu'en 1808 le siège de la Chambre soit transféré Rua do Rosário et la prison transférée à la prison d'Aljube, en raison de l'avènement de la famille royale.
L'endroit a ensuite commencé à fonctionner comme logement pour les serviteurs de la Maison Royale, après avoir construit une passerelle reliant le bâtiment au palais de Dom João VI.
Après 1822, José Bonifácio de Andrada e Silva décide de rénover la place et d'en faire le siège de l'Assemblée générale constituante brésilienne. La " nuit d'agonie " a lieu en 1823, lorsque l'empereur Dom Pedro I détermine la clôture de la première Assemblée constituante brésilienne.
La Chambre des députés a fonctionné dans ce bâtiment jusqu'en 1914, date à laquelle elle a été transférée au Palais Monroe.
Le bâtiment du parlement impérial a été démoli en 1922, et a cédé la place au Palais Tiradentes, un édifice monumental conçu dans un style éclectique par Archimède Memoria et Francisque Couchet, inauguré en mai 1926, en l'honneur de l'Enseigne Tiradentes.
Avec la création du régime politique de l'Estado Novo, en 1937, le Palais Tiradentes devint le siège du Département de Presse et de Propagande (DIP). Avec la fin de l'Estado Novo, il a de nouveau abrité la Chambre des députés.

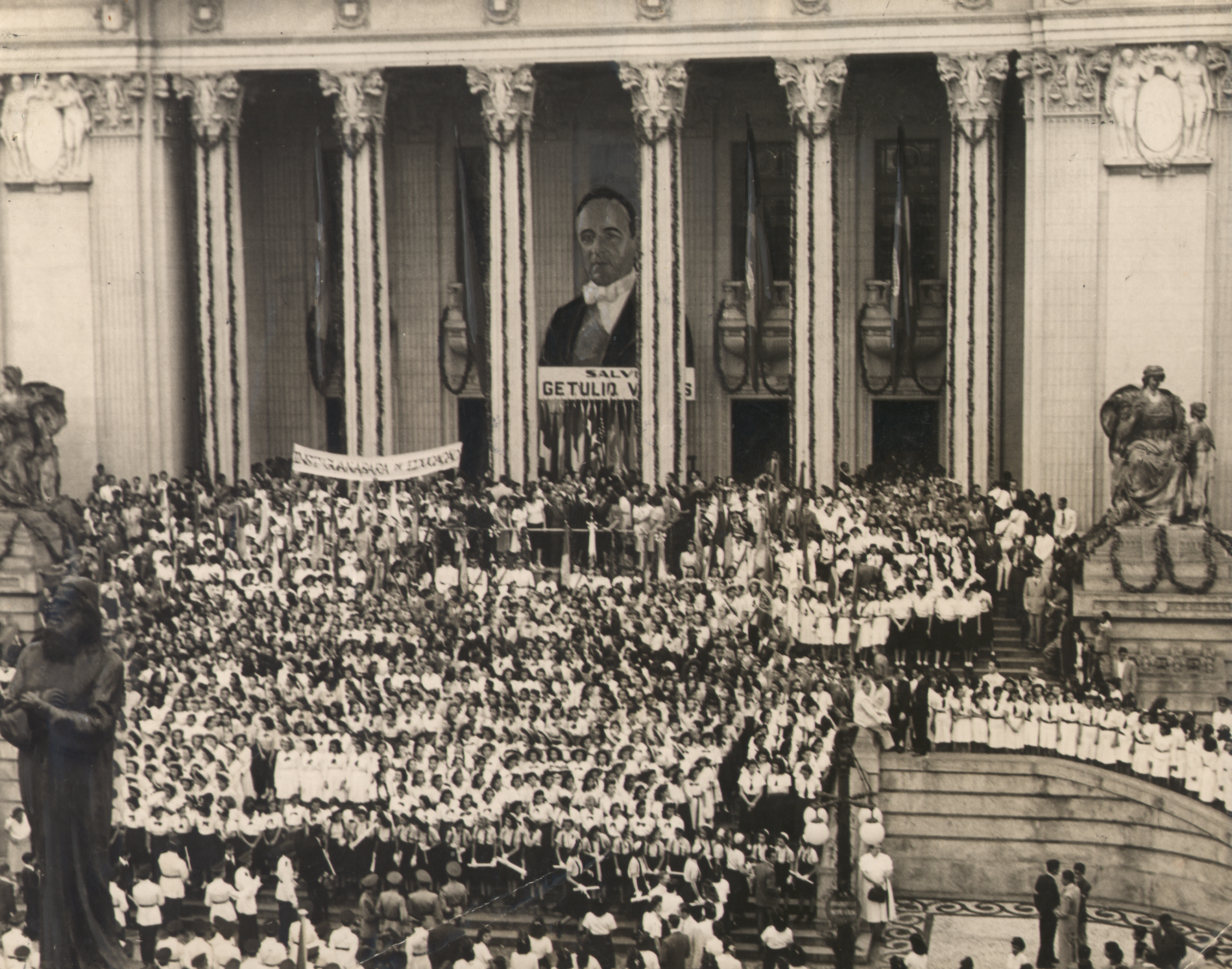
Manifestation de soutien à Getúlio Vargas devant le Palácio Tiradentes, en 1942.

En 1960, avec le changement de la capitale fédérale à Brasilia, la ville de Rio de Janeiro a été insérée dans l'État de Guanabara et le Palais Tiradentes a alors abrité l'Assemblée législative de l'État de Guanabara. L'État de Guanabara a existé entre 1960 et 1975, lorsqu'il a fusionné avec l'État de Rio de Janeiro. Le palais Tiradentes abrite depuis l'Assemblée législative de l'État de Rio de Janeiro.

## Caractéristiques
Dans un style éclectique, la façade est revêtue de béton armé. Le dôme se distingue, orné de sculptures allégoriques représentant l'Indépendance et la République. A l'intérieur, le dôme, orné de peintures de l'artiste brésilien Rodolfo Chambelland, arbore un vitrail peint comme le ciel nocturne du 15 novembre 1889. Le bâtiment abrite également des décorations réalisées par des artistes renommés tels que Eliseu Visconti, Carlos Oswald et João Timóteo da Costa. Le panneau décoratif de la salle plénière a été exécuté par Eliseu Visconti en 1926 et représente la signature de la première Constitution républicaine de 1891. Dans le grand panneau, restauré en 2001, les portraits des soixante-trois constituants apparaissent grandeur nature.

## Avenir
L'Assemblée législative envisage de déplacer son siège dans le quartier de Cidade Nova, dans la région centrale de Rio de Janeiro. Avec cela, le Palais Tiradentes perdra sa fonction de siège du parlement de l'État et accueillera le Musée de la démocratie . A l'occasion des Jeux Olympiques de Rio 2016, il est rénové et présente des expositions comme celle du plasticien Brésilien João de Oliveira.

## Sources
- Histoire et Histoire
- alerte
- Nouvelles d'Alerj
- Congrès national
- Magazine d'histoire

## Source de traduction
- (pt) Cet article est partiellement ou en totalité issu de l’article de Wikipédia en portugais intitulé « Palácio Tiradentes » (voir la liste des auteurs).